# ISO 3166-2:GM
ISO 3166-2:GM – kody ISO 3166-2 dla podjednostek administracyjnych Gambii.
Kody ISO 3166-2 to część standardu ISO 3166 publikowanego przez Międzynarodową Organizację Normalizacyjną. Kody te są przypisywane głównym jednostkom podziału administracyjnego, takim jak np. województwa czy stany, każdego kraju posiadającego kod w standardzie ISO 3166-1.
Aktualnie (2017) dla Gambii zdefiniowano kody dla 5 okręgów i 1 miasta wydzielonego. 
Pierwsza część oznaczenia to kod Gambii zgodnie z ISO 3166-1, natomiast druga część oznaczenia znajdująca się po myślniku to jednoliterowy kod jednostki administracyjnej. 

## Kody ISO
| Kod ISO | Nazwa jednostki administracyjnej | Nazwa jednostki administracyjnej w języku angielskim | Rodzaj jednostki administracyjnej |
| ------- | -------------------------------- | ---------------------------------------------------- | --------------------------------- |
| GM-B    | Bandżul                          | Banjul                                               | miasto wydzielone                 |
| GM-M    | Central River                    | Central River                                        | okręg                             |
| GM-L    | Lower River                      | Lower River                                          | okręg                             |
| GM-N    | North Bank                       | North Bank                                           | okręg                             |
| GM-N    | Upper River                      | Upper River                                          | okręg                             |
| GM-N    | Western                          | Western                                              | okręg                             |